# Massilia varians
Massilia varians es una especie de bacteria gramnegativa del género Massilia. Fue descrita en el año 2011. Inicialmente, las cepas de esta especie se aislaron entre 1996 y 1989, y fueron descritas en el año 2008 con el nombre de Naxibacter varians. Su etimología hace referencia a variable. Es aerobia. Tiene un tamaño de 1 μm de ancho por 2 μm de largo. Forma colonias de color beige, traslúcidas y con márgenes enteros tras 24 horas de incubación. Oxidasa positiva. Crece en agar R2A, TSA, PYE, NA y MacConkey. Temperatura de crecimiento entre 15-37 °C, óptima de 25-30 °C. Es sensible a polimixina, penicilina, amoxicilina, gentamicina, trimetoprim, ciprofloxacino, rifampicina y colistina. Se ha aislado del ojo de un paciente de 90 años en Noruega, de muestras de agua en Suecia y de muestras de sangre. Posteriormente, también se ha aislado de una herida. Aun así, sus aislamientos clínicos son anecdóticos.